# Bardak Siahs palats

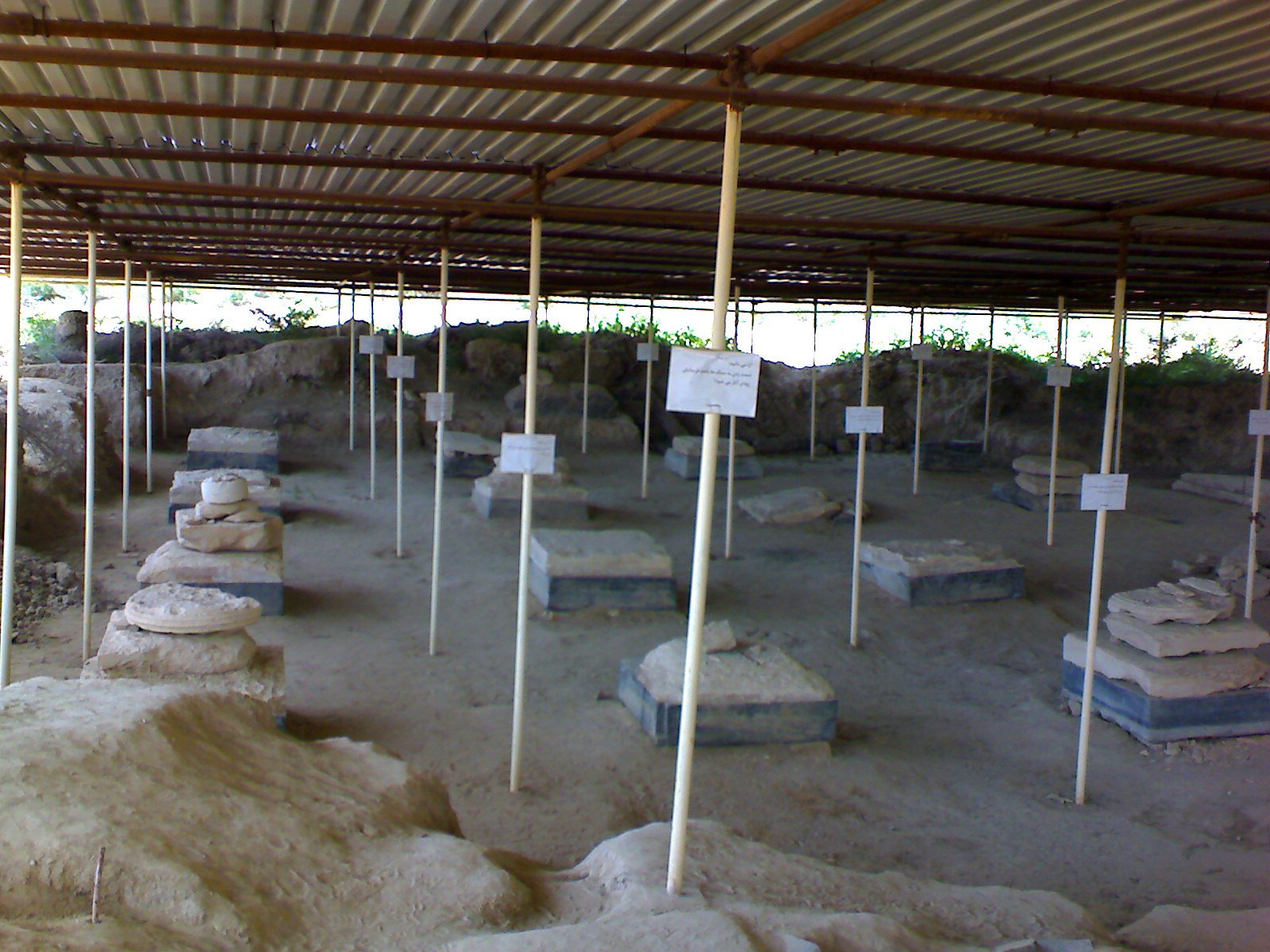
Bardak Siahs palats.

Bardak Siahs palats (persiska: کاخ بردک‌سیاه) ligger nära staden Borazjan i provinsen Bushehr i Iran. Detta palats, som dateras till akemenidernas tid, var kung Dareios I:s vinterbostad.